# Wijkmanska Blecket
Wijkmanska Blecket är en studentorkester hemmahörande vid Uplands nation i Uppsala.
Orkestern bildades i maj 1981 av Anders Bengtsson och Anders Folkeson för att spela på en födelsedagsfest för en av nationens tidigare kuratorer. Hösten samma år antogs namnet Wijkmanska Blecket, syftande på Svante Wijkman och Wijkmanska rummet på Uplands nation. Sjömansskjortor, inköpta på Marinens överskottslager, infördes som obligatorisk orkesteruniform under hösten 1982. Valet av klädsel saknar egentligt symbolvärde, enda anledningen bakom det var att sjömanskjortorna var de billigaste plagg som stod att finna.
Under de första åren gjorde sig Wijkmanska Blecket känt som jazz- och sambaorkester. Sedan 90-talet har även förekommit vissa inslag av hårdrock. Den nuvarande repertoaren består främst av jazz, schlagers och allehanda trallvänliga landsplågor. Till skillnad från många andra studentorkestrar har Wijkmanska Blecket ingen balett, utan står för underhållningen själva.
Sedan 1999 spelar alltid Wijkmanska Blecket på Carolina Redivivas trappa innan mösspåtagningen på sista april.
Wijkmanska Blecket gav år 1990 ut singeln Tuffe Uffe, en nidvisa om Ulf Ekman och Livets Ord (mel. Battle Hymn of the Republic).
Vid ett tillfälle 1997 uppträdde orkestern tillsammans med Eddie Meduza.

## Diskografi
- Samlade pizzor, (LP, 1986) One Shot 001
- Tuffe Uffe, (7", 1990) WB-SL-9001
- Gonora, den hemska skivan, (LP, 1991) One Shot-002

- Partybuss, (CD, 1996) One Shot 003
- Klart till drabbning, (CD, 2001) One Shot 004
- Styv Kuling, (CD, 2009) One Shot 005
- Bleck Metal, (CD, 2019) One Shot 006